# Zoo di Wellington
Lo zoo di Wellington (in inglese Wellington Zoo) è un giardino zoologico situato a Wellington, in Nuova Zelanda.